# Стела Квангэтхо

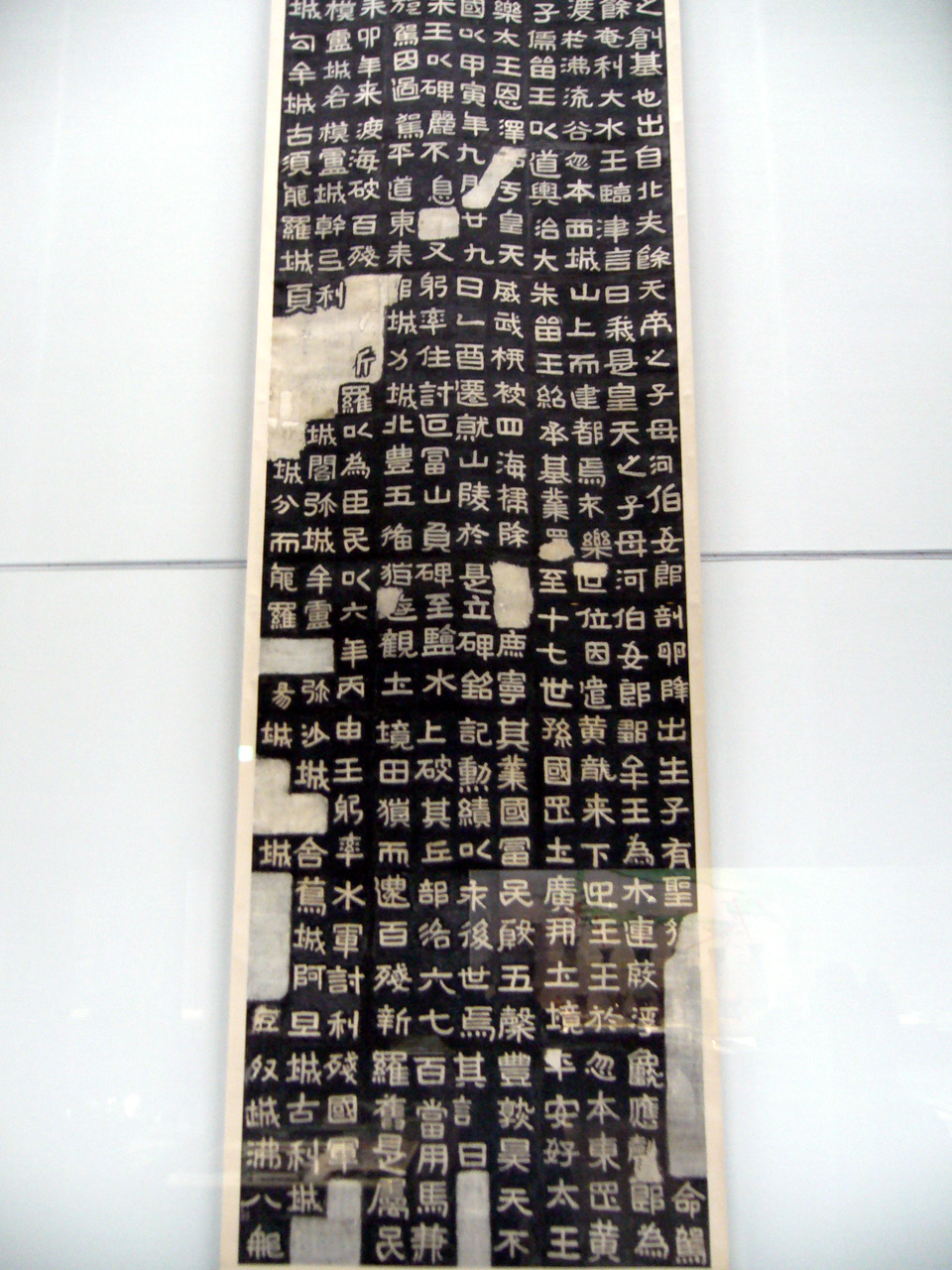
Первая копия текста со стелы, выполненная Сако, Токийский национальный университет, Япония.

Стела Квангэтхо, или стела Хаотай-вана (кор. 광개토 대왕비 / 호태 왕비), — шестиметровая гранитная стела с иероглифическим текстом, возведённая в 414 году в бывшей столице государства Когурё ваном Чансу в память о жизни и деяниях своего отца Квангетхо, 19-го вана Когурё. Находится на территории современного города Цзиань провинции Гирин (Цзилинь), КНР, недалеко от китайско-северокорейской границы. Является одним из немногих дошедших до нашего времени синхронных письменных источников по истории Кореи, Маньчжурии, Японии и Китая конца IV — начала V веков, а также источником по древнекорейской мифологии.
Стела Квангэтхо находится в Маньчжурии, в городе Цзиань, на берегу реки Ялу, недалеко от китайско-корейской границы. Высечена из одной глыбы гранита. Высота стелы составляет 6,3 метра, ширина — 1,5 метра, а длина окружности — 4 метра. Текст стелы написан на классическом китайском языке и содержит 1802 иероглифа. Текст частично поврежден выветриванием.
После падения Когурё местонахождение стелы было забыто, а её текст покрылся пылью и грязью. Только в 1875 году её случайно обнаружил китайский ученый Гуань Юэшань, побывавший в Цзиани. Находка привлекла внимание учёных Японии, России и Франции. В 1883 году японский армейский офицер Сако Кагэаки сделал эстамп текста стелы. В 1884 он был представлен на суд международной научной общественности. В настоящее время считается, что его эстамп выполнен недостаточно точно, что в своё время привело к многочисленным неточностям при прочтении и исследовании текста стелы.
В 1961 году правительство Китайской Народной Республики отнесло стелу к важным государственным памятникам КНР.
Текст стелы Квангэтхо-тэвана состоит из трёх параграфов. В первом описывается основание царства Когурё, а также приводится рассказ о возведении стелы. Второй параграф восхваляет деяния вана Квангэтхо, а третий упоминает об установлении института охранников гробниц когурёских правителей.
Ввиду фрагментарности и недостатка сообщений письменных и археологических источников текст стелы Квангэтхо-тэвана используется как важный источник для реконструкции событий IV—V веков. Однако единства в его интерпретации не существует. Японские исследователи используют сообщения стелы для доказательства того, что древние японцы ходили походами в Корею, держали в зависимости от себя южнокорейские государства Силла и Пэкче, а также имели на юге Кореи собственное владение Мимана. Китайские учёные пытаются доказывать обратное: ван Квангэтхо ходил с войском в Японию и заставил японцев признать себя их сюзереном. Более оригинальные, но слабо аргументированные теории выдвигают корейские ученые, на основе текста стелы и японских письменных источников они пытаются убедить, что Квангэтхо-тэван не только захватил Японию, но и основал там корейские поселения, на основе которых возникло японское государство Ямато.